# Mal·los
Mal·los (grec antic: Μαλλός o Μάλλος, llatí: Mallus; etnònim Μαλλώτης, en català mal·lota) fou una antiga ciutat de Cilícia que estava situada prop de la desembocadura del Pyramus (l'actual Riu Ceyhan), a Anatòlia. En temps antics, la ciutat estava situada a la desembocadura del Pyramus (que ha canviat de curs de llavors ençà), en un turó davant de Magarsus que li servia com a port. La localització del lloc és actualment uns quants quilòmetres a l'interior de la costa mediterrània damunt una elevació a la Península de Karataş, Província d'Adana, Turquia, a pocs quilòmetres de la ciutat de Karataş.

## Història
Segons Estrabó Mal·los va ser fundada per Amfíloc i Mopsus, fills d'Apol·lo, els quals, ensems, fundaren Mal·los, després de deixar Troia en acabar la Guerra de Troia i als quals Estrabó atribueix poders d'endevinació. Alexandre el Gran va fer bastir un pont sobre el Pyramus i visità Mal·los durant la seva conquesta de la regió, i allà hi realitzà sacrificis en honor d'Amfíloc. Alexandre també eximí la ciutat del pagament d'impostos.
La ciutat es va aliar amb Tars contra Antíoc IV Epífanes, el qual, segons la Bíblia, havia presentat les dues ciutats a la seva concubina Antioquis. Mal·los era una ciutat d'importància considerable, encara que no sembla haver posseït cap particular atractiu. Al segle ii aC fou la vila natal del famós filòsof i gramàtic Crates de Mal·los, al qual s'atribuïa haver construït el primer globus terraqüi conegut; tanmateix, marxà de la ciutat quan encara era jove, i la major part de la seva activitat com a erudit va tenir lloc en qualsevol altre lloc.
La seva ciutat portuària era Magarsa, encara que en temps posteriors sembla haver tingut un port en ella mateixa, anomenat Portus Palorum. S'han conservat nombroses monedes de Mal·los, i les del segle tercer duen la inscripció Mallus Colonia o Colonia Metropolis Mallus. La ciutat és esmentada per nombrosos autors antics, i en l'edat mitjana per escriptors àrabs, armenis i italians. La ciutat perdé importància i desaparegué amb el Regne d'Armènia Menor. L'antic indret d'Antioquia de Cilícia es trobava uns quants km més enllà a la costa.
Mal·los figura a les diverses revisions de les Notitiae Episcopatuum com a diòcesi sufragània de Tars. Es conserven els noms de sis bisbes: Bematius, present al Concili d'Antioquia (377); Valentí, present al Concili d'Efes (431) i al Concili de Tars (434); Crisip al Concili de Calcedònia (451). Michel Le Quien confon Mal·los amb un altre bisbat, també anomenat Mallus o Malus, situat a Pisídia. Mal·los roman com a diòcesi titular de l'Església Catòlica Romana, Mallotanus; la seu ha estat vacant des de la mort del seu últim bisbe el 1990.

## Localització
La localització precisa de Mal·los ha estat objecte d'algun estudi. Per les fonts antigues podem saber que se situava prop de la desembocadura del riu Pyramus, sobre un turó davant de Megarsus (moderna Karataş), tal com s'infereix de Quint Curti Ruf, el qual manifesta que Alexandre entrà a la ciutat després de bastir un pont sobre el Pyramus. Mal·los, per tant, es trobava a la riba oriental del riu. Segons Escílax de Carianda (p. 40) era necessari navegar cap amunt del riu una distància curta per arribar a Mal·los; i Pomponi Mela (i.13) també manifesta que la ciutat se situa a prop al riu; per tant, Claudi Ptolemeu (v.8.4) s'equivoca quan l'ubica a més de dues milles del riu.
Es considera comunament que Mal·los és a la ciutat de Kızıltahta, província d'Adana. A la veïna ciutat de Terkosan se la menciona com a la seva necròpolis. La localització de la ciutat a Kızıltahta ha estat extrapolada per la referència a les fonts antigues. Stadiasmus indica que Mal·los era a 150 estadis de Megarsus (Megarsus s'identifica com a la moderna Karataş). 150 estadis són 27,4 km. Quan aquesta distància es mesura des de Karataş amb un mapa de Turquia a escala 1:100,000, la localització de la ciutat se situa a la perifèria de Kızıltahta.